# Kiskaján község
Kiskaján község (románul: Comuna Căianu Mic) község Beszterce-Naszód megyében, Romániában. Központja Kiskaján, beosztott falvai Csicsópolyán, Nagydebrek, Nagykaján.

## Népessége
A 2011-es népszámlálás adatai alapján a község népessége 3357 fő volt.

## Története
2004-ben az addig hozzá tartozó Dögmező és Kisdebrek falvak átkerültek Ispánmező községhez.